# Dauson Dales
Dauson Dales (Defiance, 22 dicembre 1998) è un giocatore di football americano statunitense, che gioca come linebacker per i Paris Musketeers.
Dopo aver giocato per la squadra universitaria statunitense degli Ohio Dominican Panthers, nel 2022 si trasferisce agli italiani Panthers Parma e l'anno successivo in ELF con i Paris Musketeers.